# Артен е То
Артен е То (фр. Hartennes-et-Taux) насеље је и општина у североисточној Француској у региону Пикардија, у департману Ен (Пикардија) која припада префектури Соасон.
По подацима из 2011. године у општини је живело 350 становника, а густина насељености је износила 55,47 становника/km². Општина се простире на површини од 6,31 km². Налази се на средњој надморској висини од 160 метара (максималној 196 m, а минималној 86 m).

## Демографија
| 1962. | 1968. | 1975. | 1982. | 1990. | 1999. | 2011. |
| ----- | ----- | ----- | ----- | ----- | ----- | ----- |
| 262   | 272   | 305   | 317   | 355   | 359   | 350   |

График промене броја становника у току последњих година